# Papinsaari (ö i Finland, Södra Savolax, S:t Michel, lat 61,30, long 26,81)
Papinsaari är en ö i Finland. Den ligger i sjön Juolasvesi och Sarkavesi och i kommunen Mäntyharju i den ekonomiska regionen  S:t Michel och landskapet Södra Savolax, i den södra delen av landet, 160 km nordost om huvudstaden Helsingfors. Öns area är 0,4 hektar och dess största längd är 170 meter i sydväst-nordöstlig riktning.